# Троянове (заказник)
Троянове — ботанічний заказник місцевого значення. Об'єкт розташований на території Маньківського району Черкаської області, смт Маньківка.
Площа — 30,5 га, статус отриманий у 2007 році.